# Cratere Tombaugh
Tombaugh  è un cratere sulla superficie di Marte.